# Lazarin de Pontevès
Lazarin de Pontevès, seigneur puis marquis de Maubousquet, marquis de Pontevès, né le 3 octobre 1631 à Brignoles et mort le 16 décembre 1700, est un officier de marine et aristocrate français des XVIIe et XVIIIe siècles. Il termine sa carrière avec le rang de chef d'escadre des galères de France.

## Biographie
Lazarin de Pontevès descend de la famille de Pontevès, l'une des plus anciennes et des plus illustres maisons de la noblesse de Provence, connue depuis le XIIIe siècle. Il est le fils de François de Pontevès (v. 1595-v. 1655), seigneur de Maubousquet, et d'Isabeau de Meysonnier (v. 1605-). Ses parents se marient le 11 avril 1625.
Maintenu dans sa noblesse à Marseille en 1668, il épouse Anne d'Agoult d'Ollières, le 12 mars 1676, à Marseille. Si la famille de sa femme est proche des Fortia de Piles, c'est toutefois en tant qu'officier des galères que Lazarin de Pontevès vit en ce port en tant que capitaine des galères du Roi. Il y est promu chef d'escadre des galères, le 1er janvier 1696.
Le 3 juillet 1696, il commande la galère la Grande, avec laquelle il capture un vaisseau flessingueois, la prise est adjugée à S. M. de Condé.
Il est fait chevalier de Saint-Louis le 18 mai 1700, après trente-et-une année de service dans la Marine. Entré au service financièrement démuni, Lazarin de Pontevès laisse toutefois en mourant un patrimoine relativement conséquent : premier marquis de Maubousquet par lettres de 1696, et héritier de son cousin germain qui lui laisse le marquisat de Pontevès.

## Mariage et descendance
De son union naissent :
- Jeanne Françoise de Pontevès (ca 1678-), mariée le 19 novembre 1694 avec Gaspard Bruno de Foresta, marquis de La Roquette
- Melchior-Lazare de Pontevès, marquis de Pontevès-Maubousquet (1685-ca 1740), marié avec Ursule de Saboulin Bollena
- Jean-Louis de Pontevès (1692-1789), dit le comte ou le marquis de Tournon, marié en 1725 avec Marie Yolande de La Baume Le Blanc, sœur du 4e duc de La Vallière
- Alphan de Pontevès (†1758).

### Sources et bibliographie
- M. d'Aspect, Histoire de l'Ordre royal et militaire de Saint-Louis, chez la veuve Duchesne, Paris, 1780, [lire en ligne]
- François-Alexandre de La Chenaye-Aubert, Dictionnaire généalogique, héraldique, chronologique et historique, contenant l'origine et l'état actuel des premières Maisons de France, des maisons souveraines & principales de l'Europe… les familles nobles du royaume, chez Duchesne, 1761, 1548 pages, [lire en ligne], p. 166
- Michel Vergé-Franceschi, Les Officiers généraux de la Marine royale : 1715-1774, Librairie de l'Inde, 1990, 3008 pages, p. 726